# سیارک ۵۰۸۳
سیارک ۵۰۸۳ (به انگلیسی: 5083 Irinara، نامگذاری:1977EV) پنج هزار و هشتاد و سومین سیارک کشف شده‌است که در ۱۳ مارس ۱۹۷۷ کشف شد.
قدر مطلق سیارک برابر ۱۱٫۹۰ است.